# Хав'єр Нуньєс
Хав'єр Нуньєс (23 квітня 1983) — іспанський плавець.
Учасник Олімпійських Ігор 2008 року.